# Darío Verón
Darío Verón (San Ignacio, 1979. július 26. –) paraguayi válogatott labdarúgó.
A paraguayi válogatott tagjaként részt vett a 2001-es, a 2007-es és a 2011-es Copa Américán, illetve a 2010-es világbajnokságon.

## Sikerei, díjai
Cobreloa
- Chilei bajnok (1): 2003 Apertura

UNAM
- Mexikói bajnok (4): 2004 Clausura, 2004 Apertura, 2009 Clausura, 2011 Clausura
- Mexikói szuperkupa (1): 2004

Paraguay
- Copa América ezüstérmes (1): 2011